# Stati Uniti d'America alla fine del XIX secolo
Gli Stati Uniti alla fine del XIX secolo vivevano quello sviluppo economico che li avrebbe trasformati nella prima potenza mondiale sia sotto l'aspetto economico che politico e militare.
Gli Stati Uniti, liberi dal peso economico e sociale dell'aristocrazia, posto fine al sistema schiavistico, dotati di immense ricchezze naturali, con un bilancio militare assai modesto, con un rapido aumento demografico grazie anche all'immigrazione dall'Europa, con un'etica capitalistica trionfante conobbero uno slancio delle forze produttive tale da porre, alla fine del secolo, il paese alla testa del capitalismo mondiale.
All'interno dell'Unione la concentrazione industriale fece passi da gigante. Le organizzazioni degli operai e dei contadini non riuscirono a costituire alcuna alternativa politica al sistema dominante, tanto che il socialismo non pose radici nel paese capitalistico più potente del mondo.
Era inevitabile che questa ascesa economica interna, prima o poi, si riflettesse all'esterno e si esprimesse attraverso l'ingresso degli Stati Uniti nell'espansione imperialistica, sia territoriale che economica.

## La politica interna

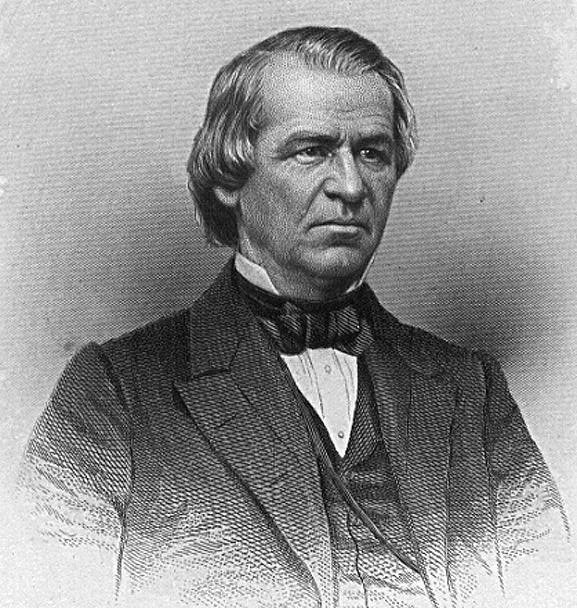
Andrew Johnson

Dopo l'assassinio di Lincoln, nell'aprile del 1865, divenne presidente Andrew Johnson, un democratico, che intendeva mettere in atto un programma di riconciliazione con gli sconfitti del Sud.
La riammissione degli Stati nel Sud nel Congresso avvenne concedendo loro una autonomia legislativa tale da portare al rapido riemergere della totale supremazia politica dei bianchi, al rafforzamento del partito democratico, alla emarginazione dei neri dalla vita politica, nonostante l'abolizione della schiavitù.
Questo programma era decisamente avversato dalla ala radicale dei repubblicani, che deteneva la maggioranza al Congresso, ed il cui obiettivo era invece l'annientamento politico della vecchia aristocrazia terriera del Sud e quindi dell'indebolimento del partito democratico con la piena affermazione dell'interesse industriale del Nord, della parità di diritti civili e politici tra bianchi e neri.
Si entrò in una nuova fase della vita degli Stati del Sud dove furono introdotte riforme democratiche nel senso della parità fra le razze. Dal Nord calavano al Sud schiere di avventurieri politici, i procacciatori di voti, che si accinsero a manovrare senza scrupoli un elettorato nero, il quale, nonostante la parità formale, rimaneva in condizione di inferiorità sociale estrema.
Fin dal 1866 era sorta un'organizzazione segreta, il Ku Klux Klan, con lo scopo di terrorizzare i neri ed indurli ad astenersi dalla vita pubblica.
Con la presidenza Rutherford B. Hayes, 1877 - 1881 gli Stati del Sud vennero riammessi al Congresso ed i neri furono progressivamente privati, di fatto, dei diritti politici e segregati nelle scuole e nei luoghi pubblici.

## Repubblicani e democratici

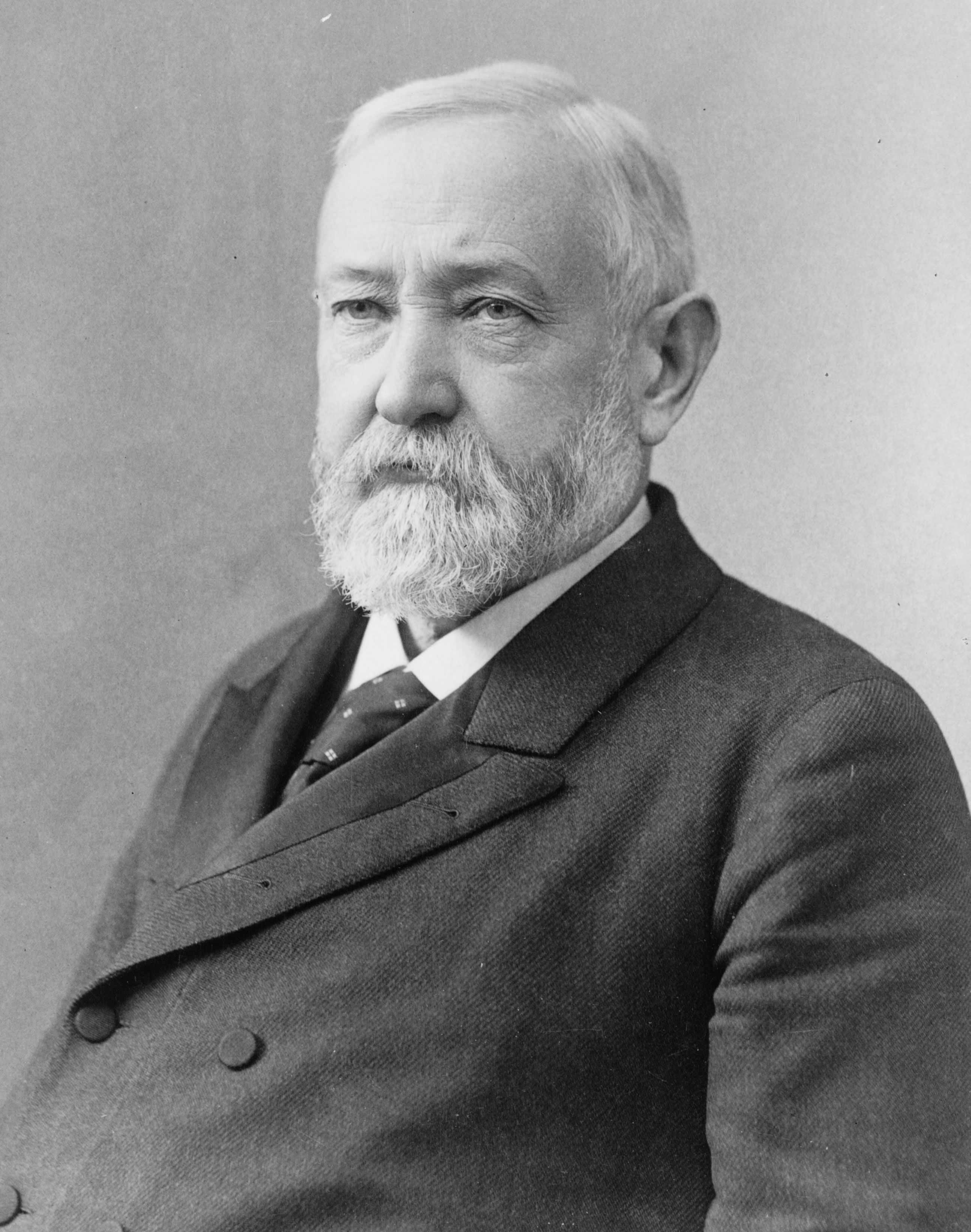
Benjamin Harrison

I repubblicani dominarono incontrastati la vita politica fino al 1884. I due partiti, il Partito Repubblicano ed il Partito Democratico, si distinguevano, nella seconda metà del XIX secolo, per il fatto che il primo era legato ad ambienti industriali ed al mondo finanziario del nord-est, interessati ad un forte protezionismo doganale, mentre il secondo era una coalizione di forze che legavano i grandi proprietari, gli agricoltori ed i borghesi del sud ad ambienti dell'industria e della finanza del Nord meno interessati al protezionismo.
Per la prima volta, dopo la guerra civile, nel 1884 vinse l'elezione un democratico, Grover Cleveland. L'opposizione ai propositi liberistici di Cleveland riportò al potere i repubblicani con il Presidente Benjamin Harrison, sotto il quale furono votate nel 1890 un inasprimento del protezionismo ed una legge, lo Sherman Antitrust Act contro il monopolismo industriale.

## Populisti
La supremazia dei due grandi partiti portò nell'ultimo decennio del secolo ad una reazione da parte di ampi settori di medi e piccoli agricoltori, i quali rivendicavano un programma di giustizia sociale ed il ritorno ad un'autentica democrazia.
Questo movimento si chiamò populista e trovò il suo più abile esponente nell'avvocato William J. Bryan, candidato all'elezione presidenziale nel 1896.
Vinsero i repubblicani con McKinley che doveva essere il Presidente con cui la grande potenza industriale statunitense fece la sua comparsa nei conflitti imperialistici internazionali.

## Primato industriale degli Stati Uniti
Dopo la guerra civile nel 1890 proseguì inarrestabile la colonizzazione dei territori ad occidente del Missouri. Alla scoperta dell'oro si accompagnarono l'allevamento in grande stile e la colonizzazione agricola favorita dall'espansione della rete ferroviaria.
Il fatto più importante dello sviluppo economico, tuttavia, fu, nella seconda metà del secolo XIX, il formidabile progresso industriale. Gli Stati Uniti diventarono il più potente paese industriale del mondo.
I grandi trust e le grandi corporation, che univano fra loro interi rami produttivi, catene di distribuzione commerciale, settori bancari, dettando prezzi da monopolio, acquistarono una enorme forza.
Anche negli Usa diventò, dunque, caratteristica dominante l'assunzione del controllo industriale da parte del capitalismo finanziario. Ma nonostante questo impulso industriale gli Stati Uniti rimanevano ancora, alla fine del secolo, un paese prevalentemente rurale.

### Agricoltura
L'agricoltura era anch'essa in grande espansione sia quantitativa che dal punto di vista delle tecniche.
Questo grande incremento produttivo portò ad una crescente discesa dei prezzi agricoli, proprio mentre i prezzi dei beni industriali salivano, provocando debiti e disagi che furono alla base dello sviluppo del movimento populista, con la sua richiesta di fine del regime protezionistico e di attacco ai monopoli.

### Operai
Un contributo decisivo a creare la necessaria manodopera fu dato dall'incremento crescente dell'emigrazione europea.
Dinanzi alla possibilità senza eguali di ascesa sociale, il movimento degli operai e dei contadini non riuscì ad organizzarsi come nei paesi progrediti d'Europa ed il Socialismo ebbe un peso del tutto marginale.
Le lotte degli operai, i quali non giunsero mai ad organizzarsi in grado elevato, naufragarono sistematicamente di fronte ad un potente padronato, che aveva a disposizione un grande esercito di manodopera di riserva, continuamente alimentato dalla immigrazione.

### Fonti primarie
- Massimo L. Salvadori, Storia dell'età contemporanea. Torino, Loescher, 1990. ISBN 8820124343.
- Pasquale Villani, L'età contemporanea. Bologna, Il Mulino, 1998. ISBN 8815063382.

### Fonti secondarie e approfondimenti
- Maldwyn Allen Jones, Storia degli Stati Uniti d'America, dalle prime colonie inglesi ai giorni nostri, Bompiani, 2005. ISBN 884523357X.
- Alberto Caracciolo, Alle origini della storia contemporanea, 1700-1870. - Bologna, Il mulino, 1989. ISBN 8815020977.